# Пол Маринер
Пол Маринер (енгл. Paul Mariner; Болтон, 22. мај 1953 — 9. јул 2021) био је енглески фудбалски тренер и фудбалер.
Од 2012. до 2013. године водио је канадски Торонто.
За репрезентацију Енглеске наступао је на Европском првенству 1980. и на Светском првенству 1982.
Преминуо је 9. јула 2021. године од последица рака.